# Pehr Gustaf Svedelius
Pehr Gustaf Svedelius, född 21 april 1785 i Mora församling, Kopparbergs län, död 28 juni 1846 i Stockholm (folkbokförd i Mora församling), var en svensk präst, revisor och riksdagsman.

## Biografi
Pehr Gustaf Svedelius var son till kungens hovpredikant, kontraktsprosten Anders Svedelius och rektorsdottern Anna Margareta Fahlsten. Pehr Gustaf Svedelius inskrevs vid Uppsala universitet 1793 och blev magister sedan han disputerat första gången för Carl Forslind 1803 med Pindari olympiorum oden primam interpretandi conamen, och andra gången 1806 för Pehr Fabian Aurivillius med Notitia codicum manuscriptorum Græcorum biblioth. acad. Upsaliensis.
Svedelius blev sedan lärare i franska vid Gävle elementarskola. Han utgav i den befattningen två läroböcker i franska, en grammatikövningsbok och en läsebok. 1816 blev han teologie kandidat och prästvigdes 1820 samtidigt som han blev pastor. Han blev 1828 kontraktsprost i Mora församling och 1832 revisor vid Riksgäldskontoret. Liksom fadern var han ledamot av Kungliga Patriotiska sällskapet.
Vid riksdagarna 1828–30, 1834 och 1840 var Svedelius prästeståndets representant för Västerås stift.